# Hátungur
Hátungur är ett berg i republiken Island. Det ligger i regionen Västfjordarna, 180 km norr om huvudstaden Reykjavík. Toppen på hátungur är 505 meter över havet, eller 63 meter över den omgivande terrängen. Bredden vid basen är 1,4 km.
Trakten runt Hátungur är nära nog obefolkad, med mindre än två invånare per kvadratkilometer. Det finns inga samhällen i närheten. Trakten runt Hátungur består i huvudsak av gräsmarker.